# Estirè
L'estirè o estiré és un compost orgànic derivat del benzè. És un líquid incolor d'aroma dolça que s'evapora fàcilment. Sovint conté altres productes químics que li donen un aroma penetrant i desagradable. Es dissol en alguns líquids, però és poc soluble en aigua.
Cada any se'n produeixen uns 7 milions de tones, ja que és el precursor en la fabricació de productes tan diversos com cautxú, plàstics, material aïllant, canonades, parts d'automòbils, envasos d'aliments i revestiment de catifes. La majoria d'aquests productes contenen estirè en forma polimèrica (poliestirè), com també estirè en forma monomèrica. També es troben baixos nivells d'estirè en una gran varietat d'aliments tals com fruites, hortalisses, nous, begudes i carns.

## Producció

### Producció industrial
L'estirè es produeix industrialment a partir de l'etilbenzè.

### Síntesi de laboratori
Al laboratori es pot preparar per descarboxilació de l'àcid cinàmic.